# IS Göta
IS Göta er en idrætsforening, stiftet i Helsingborg 1898 i en tid, hvor der var tradition at fejre mindet af svenskernes belejringer, erobringer og ødelæggelser af byen fra år 1263, 1318, 1369, 1452, 1525, 1644, 1676, 1678 og 1709, med Stenbockfester og militærparader.
Byens bedste fodboldhold Helsingborgs IF fra 1907 er en sammenlægning af to klubber opkaldt efter byens erobrere, Svea og Svithiod.
Göta har haft sektioner inden for atletik, fodbold, bandy, ishockey, tennis og håndbold. I 1966 vandt klubben den bedste række inden for håndbold (Håndboldligaen), og blev svenske mestre. 